# 7 vite
7 vite (o Sete vite) fue una serie de televisión italiana, ambientada en Roma y emitida a través de Rai 2 entre 2007 y 2009. Fue la primera comedia de situación italiana grabada en vivo frente a una audiencia real (solamente durante la primera temporada). Se trata de una adaptación de la serie original de 7 vidas en España.

## Sinopsis
El protagonista de la serie es Davide, de treinta años, que milagrosamente se despierta después de 15 años en coma e intenta readaptarse a la vida cotidiana. Debido al tiempo pasado, el protagonista se encuentra con la mente apasionada de un joven de quince años en el cuerpo de un adulto. Davide comparte el apartamento con su hermana Carlotta, una fisioterapeuta con un carácter perfeccionista, romántico y moralista, y con su prima lejana Laura, una chica esnob y frívola que ha venido a Roma para hacer un cambio en su vida, del cual Davide pronto se enamora.
Los vecinos de la casa de enfrente son el torpe Leo, el amigo de la infancia de David, y su madre Sole. El lugar de encuentro de los protagonistas es "Il Barone Rampante". Para ayudar a Davide a comenzar una nueva vida, también está la irreverente y picante psicóloga Giovanna.

## Temporadas
| Temporada | Temporada | Episodios | Estreno                  | Final                   |
| --------- | --------- | --------- | ------------------------ | ----------------------- |
|           | 1         | 50        | 20 de septiembre de 2007 | 30 de noviembre de 2007 |
|           | 2         | 50        | 25 de mayo de 2009       | 24 de agosto de 2009    |

## Reparto
- Davide La Torre (temporadas 1-2),interpretado por Luca Seta.
- Laura Ferrari (temporadas 1-2),interpretada por Elena Barolo.
- Carlotta La Torre (temporadas 1-2),interpretada por Michela Andreozzi.
- Leopoldo Fardelli (temporadas 1-2),interpretado por Giuseppe Gandini.
- Sole Fardelli (temporadas 1-2),interpretada por Marzia Ubaldi.
- Franco Sallustri (temporadas 1-2),interpretado por Massimo Olcese.
- Giovanna (temporada 1),interpretada por Lucia Ocone.
- Valerio Tempesta (temporada 2),interpretado por Marco Bonini.
- Gildo Giuliani (temporada 2),interpretado por Giancarlo Magalli.
- Serena D'Ambrosio (temporada 2),interpretada por Roberta Giarrusso.
- Gianni (temporada 2),interpretado por Danilo Brugia.
- Akina (temporada 2),interpretada por Natasha Stefanenko.